# Bos en Lommerplein

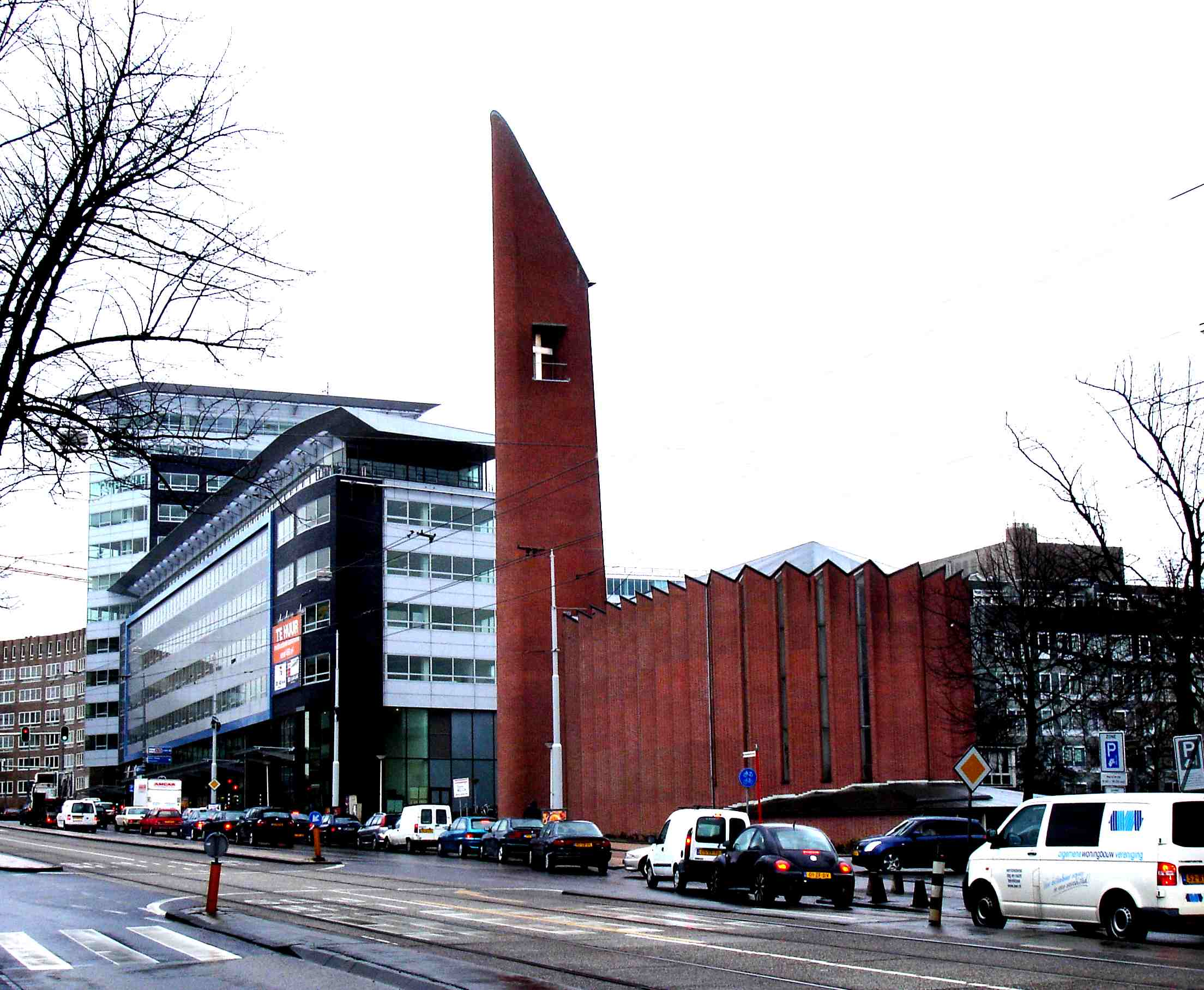
De Opstandingskerk

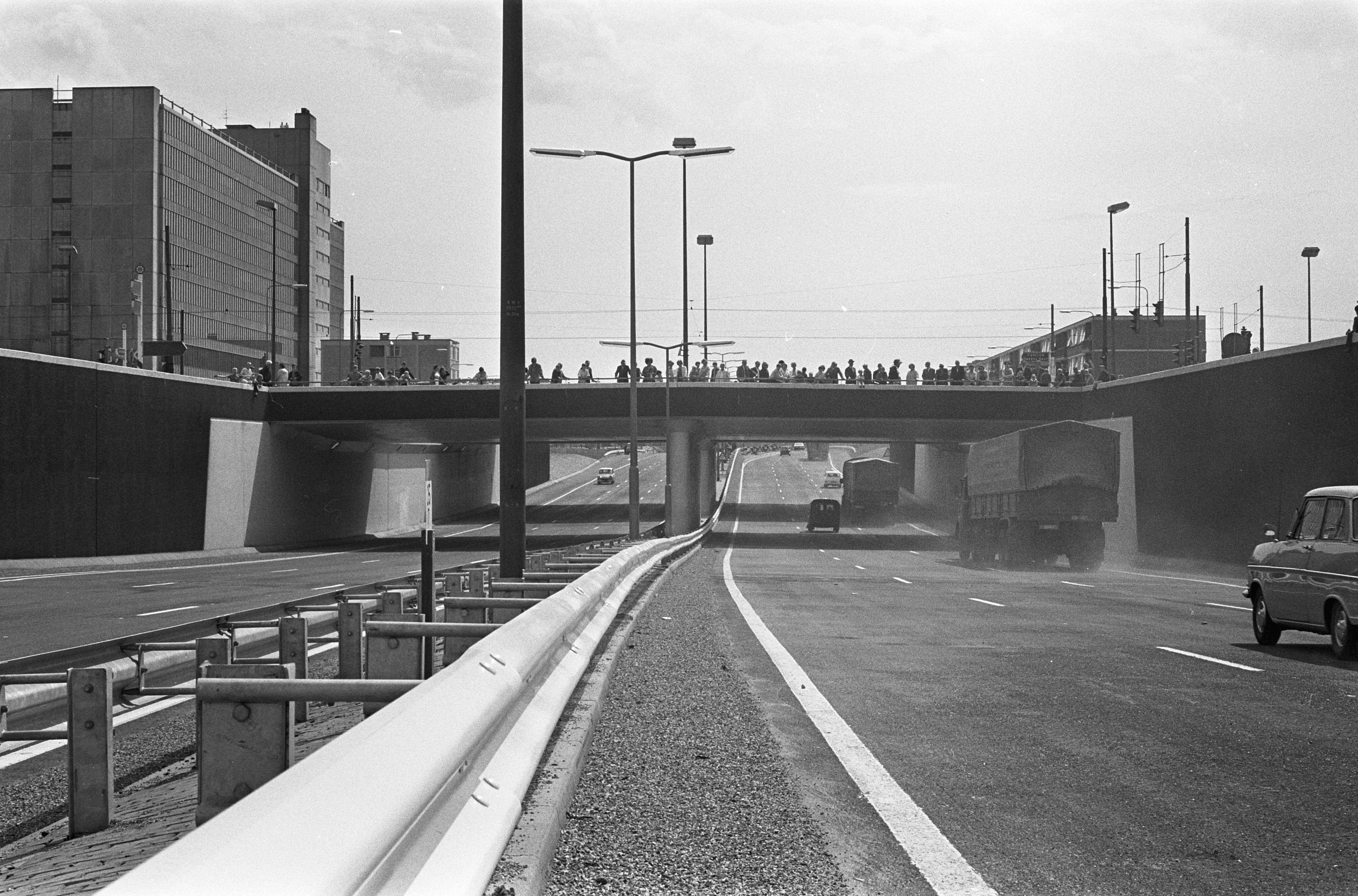
Overbrugging van Ringweg bij het Bos en Lommerplein; 14 mei 1969.

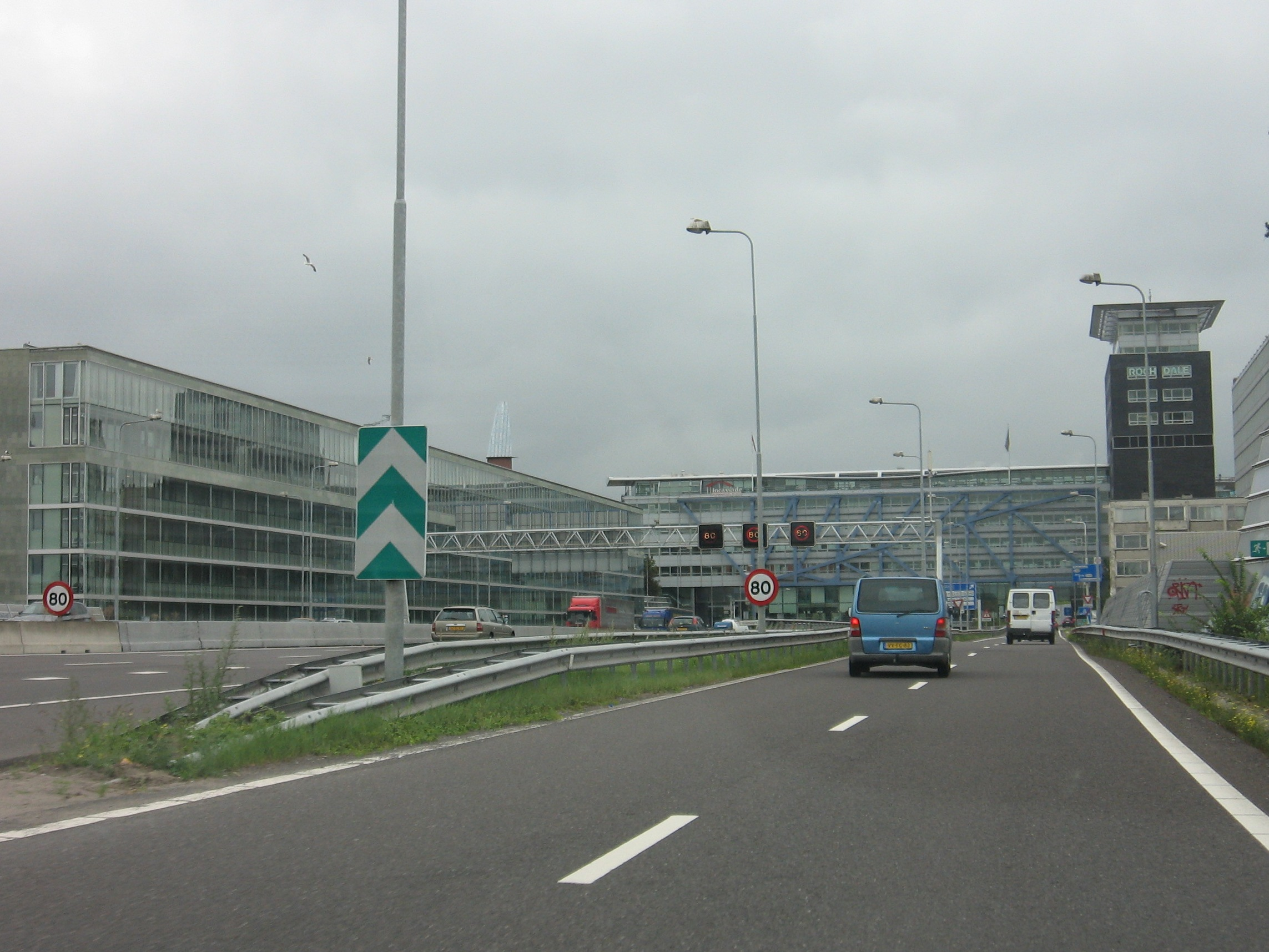
Poortgebouw over A10

Het Bos en Lommerplein in Amsterdam-West werd aangelegd in de jaren veertig op het grondgebied van de in 1921 geannexeerde gemeente Sloten. Het plein is genoemd naar de in 1940 gesloopte boerenhofstede met die naam langs de Sloterdijkermeerweg die Sloterdijk met de Sloterdijkermeerpolder (thans Sloterplas) verbond. Nabij deze plaats bevindt zich nu het Bos en Lommerplein. In de omgeving van het Bos en Lommerplein zijn straten vernoemd naar historische boeken en toneelstukken.
Oorspronkelijk was het Bos en Lommerplein in 1939 ontworpen volgens een symmetrisch patroon op 'Berlagiaanse' wijze. Toen de Multatuliweg tussen het plein en de Haarlemmerweg onderdeel werd van de Ringweg Amsterdam als verhoogde autosnelweg in plaats van de oorspronkelijke stadsstraat werd het ontwerp gewijzigd. Daardoor kreeg het plein een wat onsamenhangend karakter. Ook verschenen deels onder de snelweg een aantal winkel en bedrijfspanden met onder meer een restaurant. De Bos en Lommerweg werd in 1966 met een viaduct over de snelweg geleid en werd verhoogd waarbij de tramhalte van tram 13 lag op een eiland tussen de rijbanen in. De halte was alleen met trappen vanuit een voetgangerstunnel op het maaiveld bereikbaar.
Sinds de jaren vijftig werd het plein gedomineerd door twee opvallende gebouwen: de Opstandingskerk van M.F. Duintjer, beter bekend als 'Kolenkit' en het GAK-gebouw van B. Merkelbach, ook wel bekend als het 'Aquarium'.
In de tweede helft van de jaren zestig verscheen aan het plein een witte kantoortoren. Deze bood op de begane grond ruimte aan een supermarkt en in de toren bepaalde tijd aan de Raad voor de Kinderbescherming en de belastingdienst. Tegenwoordig is in de toren blauw en is er een hotel gevestigd. Op het plein tussen de kantoortoren en het verhoogde gedeelte bevond zich tot 2020 een vrijwel dagelijkse markt. Daarna was deze enige tijd langs de Bos en Lommerweg. Omdat de markt steeds slechter functioneerde besloot het stadsdeel de markt op te heffen per 1 november 2023.
Tussen 1990 en 2010 lag het Bos en Lommerplein in het stadsdeel Bos en Lommer, sindsdien stadsdeel West. Omstreeks 2000 startten grote verbouwingsplannen voor het plein en omgeving. Over de Ringweg A10 werden twee poortgebouwen gebouwd.

## Problemen met de nieuwbouw
Op de plaats van de sinds jaren vijftig hier bestaande dagmarkt aan het Gulden Winckelplantsoen werd een verhoogd marktplein boven een parkeergarage gebouwd door Hillen & Roosen. Dit complex kwam op 1 februari 2006 in het nieuws wegens bouwkundige gebreken, waardoor de markt voor de zoveelste keer naar een andere plek moest verhuizen. TNO concludeerde toen dat het risico dat er was ontstaan doordat in februari een scheur werd ontdekt aanvaardbaar was.
Op 11 juli 2006 moesten 196 bewoners, de winkels en kantoren (incl. stadsdeelkantoor) van boven de parkeergarage op stel en sprong geëvacueerd worden, omdat uit nieuw onderzoek was gebleken dat de bouwconstructie van het totale complex niet deugde. Burgemeester Cohen verwachtte dat de bewoners een aantal weken niet hun huis in konden.
Twee maanden later, op 11 september, was er nog niets veranderd in de situatie en was er ook nog niets duidelijk over de verdere gang van zaken. Op 14 september bleek een deel van het gebouw zo bouwvallig dat aan de bewoners de toegang nu geheel ontzegd werd en dat het bouwwerk gestut moet worden. Op 19 september bleek dat herstel nog vele maanden zou vergen. Het complex had nooit in deze staat opgeleverd mogen worden, aldus de aannemer.
Op vrijdag 21 december 2006 werd de noodverordening voor de woningen ingetrokken, en konden de bewoners terugkeren naar hun woningen.

## Openbaar vervoer
Sinds 1950 had tramlijn 13, komend vanaf de Hoofdweg, zijn eindpunt op dit plein. Dit was de eerste tramverlenging na de Tweede Wereldoorlog. In 1954 werd lijn 13 verlengd naar Slotermeer. In 1989 werd lijn 13 via de Jan Evertsenstraat naar de Jan Tooropstraat en verder verlegd, waarna lijn 14, komend vanaf de Admiraal de Ruijterweg de route van lijn 13 naar Slotermeer overnam. Lijn 7 kreeg nu zijn eindpunt op dit plein. In 2003 werd de keerlus opgebroken en werd lijn 7 na eerst verlegd te zijn naar het Surinameplein in 2004 via de route van lijn 14 eveneens naar Slotermeer verlengd. Lijn 14 verdween van het Bos en Lommerplein (en uit Amsterdam-West) op 22 juli 2018.
Buslijnen 15, 21 en 80 stoppen ook staduitwaarts op het plein. In de andere richting bevindt de halte zich op de Hoofdweg of Bos en Lommerweg (net als tramlijn 7). Bus L had van 1951-1965 en bus 36 van 1966-1974 hun standplaats op het plein.